# Jarmark Fizyczny
Jarmark Fizyczny – impreza naukowa, odbywająca się co dwa lata w Krakowie (w ostatnich dniach września) z inicjatywy Polskiego Towarzystwa Fizycznego. W czasie jej trwania wygłaszane są wykłady oraz pokazy związane z fizyką i dziedzinami pokrewnymi. Po raz pierwszy została zorganizowana w 1996 r. Przeznaczona jest dla nauczycieli, uczniów, studentów i osób zianteresowanych naukami matematyczno-przyrodniczymi. Biorą w niej udział następujące krakowskie placówki naukowe:
- Uniwersytet Jagielloński
- Akademia Górniczo-Hutnicza
- Instytut Fizyki Jądrowej PAN w Krakowie
- Politechnika Krakowska
- Uniwersytet Komisji Edukacji Narodowej w Krakowie